# Chapelle-Marcousse
Chapelle-Marcousse – miejscowość i gmina we Francji, w regionie Owernia-Rodan-Alpy, w departamencie Puy-de-Dôme.
Według danych na rok 1990 gminę zamieszkiwało 101 osób, a gęstość zaludnienia wynosiła 5 osób/km² (wśród 1310 gmin Owernii Chapelle-Marcousse plasuje się na 742. miejscu pod względem liczby ludności, natomiast pod względem powierzchni na miejscu 445.).